# Parco delle Orobie Valtellinesi
Il parco delle Orobie Valtellinesi è un'area naturale protetta della Lombardia istituita nel 1989.

## Territorio

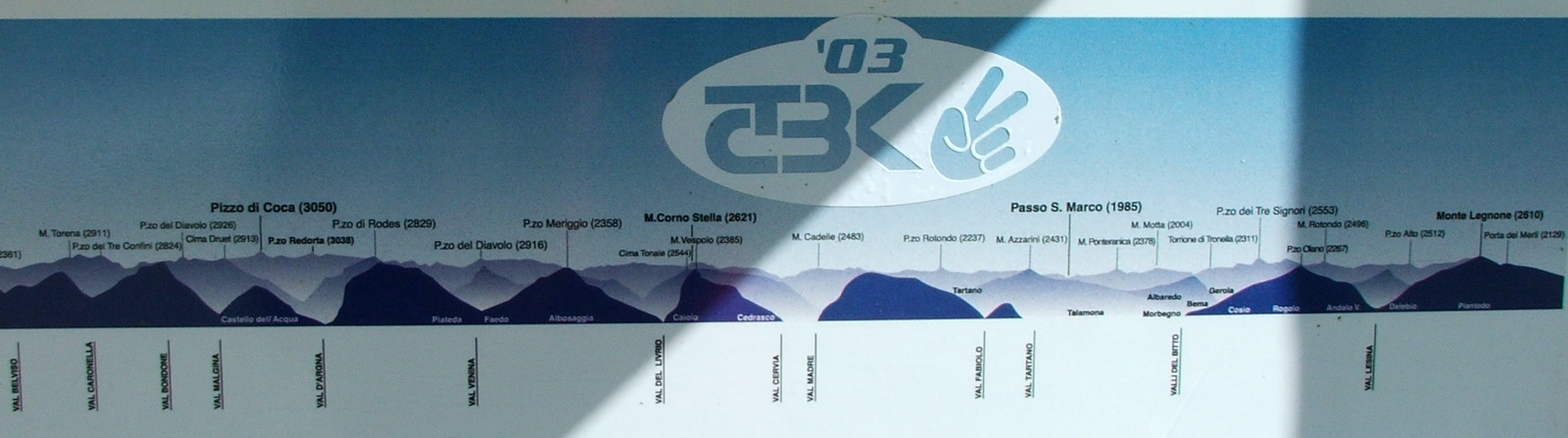
Cartello altimetrico del parco

Con una superficie di circa 44000 ettari il parco include la parte valtellinese della catena delle Orobie, le cui vette variano tra i 2000 m e i 3038 m di altitudine.
Comprende la porzione delle Alpi Orobie posta sul versante sud della valtellina, e si suddivide in diverse vallate tributarie di origine glaciale che da sud confluiscono a nord verso la Valtellina. Tali valli sono, partendo da occidente ed andando verso oriente: Val Lesina, Valli del Bitto, Val Fabiolo, Val Tartano, Val Madre, Val Cervia, Val Livrio, Val Venina, Val d'Arigna, Val Malgina, Val Bondone, Val Caronella e Val Belviso. Le vallate sono tra di loro molto diverse e caratterizzate da diversi tipi di sfruttamento da parte dell'uomo. Si va dai vecchi forni e adiacenti miniere di ferro della Val Venina ai grandi e piccoli bacini artificiali di Val Gerola (lago dell'Inferno, lago Trona, lago Pescegallo), Val Livrio (lago del Publino), Val Venina (lago Scais, lago di Venina) e Val Belviso (lago di Belviso), ai laghetti naturali di Val Lunga (Laghetti di Porcile), val Venina (lago Zappello) e di val Belviso (laghi di Torena)

## Sentieri
La Gran Via delle Orobie attraversa in lunghezza l'intero parco da ovest verso est, partendo da Delebio e arrivando fino ad Aprica. L'itinerario si svolge in circa 130 km costellati da molti saliscendi, e, seppur non sia molto frequentato, offre numerosissimi scorci suggestivi ed è molto ricco di fauna.
Vi sono inoltre diversi sentieri che, dal fondovalle Valtellinese, salgono in direzione dei numerosi laghi naturali e artificiali del parco.

## Fauna
All'interno del parco vivono diversi gruppi di Camosci, Stambecchi, Mufloni e Marmotte. Vi si trovano inoltre scoiattoli, donnole e altre varietà di mammiferi. Tra i predatori, è stata segnalata la presenza del lupo.
Tra gli uccelli che si possono incontrare vi sono Picchi, Civette, Aquile (verso la Val Venina), corvi e galli cedroni, raffigurati tra l'altro nell'emblema del parco.